# Hans-Dieter Sues
Hans-Dieter Sues (* 13. Januar 1956 in Rheydt) ist ein deutschstämmiger amerikanischer Wirbeltierpaläontologe. Er ist derzeit Associate Director for Research and Collections am National Museum of Natural History in Washington, D.C. und Fellow of the Royal Society of Canada.

Hans-Dieter Sues mit einem Abguss eines rekonstruierten Brontosaurierschädels im Smithsonian

Sues studierte Geologie und Zoologie an der Johannes Gutenberg-Universität Mainz, der University of Alberta (Master of Science in Geologie 1977) und der Harvard University, wo er 1978 seinen Master-Abschluss in Biologie machte. 1984 wurde er in Harvard in Biologie promoviert. Danach war er an der McGill University und dem National Museum of Natural History in Washington D.C., bevor er 1992 Kurator für Wirbeltierpaläontologie am Royal Ontario Museum in Toronto wurde. Von 1999 bis 2002 war er dort Vizepräsident für Collections and Research. Gleichzeitig lehrte er an der University of Toronto, wo er 1997 Professor für Zoologie wurde. Von 2002 bis 2004 war er Associate Director for Science and Collections am Carnegie Museum of Natural History in Pittsburgh.
Sues ist einer der führenden Spezialisten insbesondere im Bereich der mesozoischen und paläozoischen Reptilien. Insbesondere erforscht er die Herausbildung der hauptsächlichen Entwicklungslinien ab der Trias. Er hat u. a. in den USA (u. a. Pennsylvania), Kanada, Marokko, Usbekistan, China (Mongolei) und Deutschland Fossilmaterial gesammelt und zahlreiche Arten fossiler Reptilien wissenschaftlich erstbeschrieben, darunter 1978 Saurornitholestes, ein theropoder Dinosaurier, 2009 Levnesovia, einen der ältesten hadrosauriden Dinosaurier (gemeinsam mit Alexander Averianov), Majungatholus (mit Philippe Taquet, 1979, ein Schädelfragment aus Madagaskar, der erste Fund eines Pachycelphalosauriers auf der Südhalbkugel), Ornatotholus (mit Peter Galton 1983), Stygimoloch (ebenfalls 1983 mit Galton) und Zephyrosaurus (1980).
Er ist Mitentdecker des ersten gut erhaltenen Skeletts des gleitfliegenden Reptils Coelurosauravus. Mit Peter Galton untersuchte er 1982 auch den möglichen (so die These von Galton/Sues) frühen Ceratopsier Stenopelix valdensis. Er beschäftigte sich außerdem mit der Evolution von Land-Ökosystemen.
2003 war Sues Präsident der Society of Vertebrate Paleontology. Er ist im Committee for Research and Exploration der National Geographic Society in Washington D.C., dem größten privaten Finanzier von paläontologischen Grabungen. Der Dinosaurier Hanssuesia wurde 2003 nach ihm benannt.

## Schriften (Auswahl)
- Hans-Dieter Sues (Hrsg.): Evolution of herbivory in terrestrial vertebrates. Cambridge University Press, Cambridge 2000, ISBN 0-521-59449-9.
- Hans-Dieter Sues, Anna K. Behrensmeyer, John D. Damuth, William A. DiMichele, Richard Potts, Scott L. Wing (Herausgeber und Mitautoren): Terrestrial Ecosystems Through Time: Evolutionary Paleoecology of Terrestrial Plants and Animals. University of Chicago Press, Chicago 1992, ISBN 978-0-226-04155-1.
- Basal Ornithopoda (mit David Norman, Lawrence Witmer, Rodolfo Coria). In: David B. Weishampel, Peter Dodson, Halszka Osmólska (Hrsg.): The Dinosauria. 2. Auflage. University of California Press, Berkeley 2004, ISBN 0-520-24209-2.